# Chiến dịch Bia Daralam
Chiến dịch Bia Daralam là một cuộc công kích vào Đèo Khyber của lực lượng an ninh Pakistan chống lại phiến quân từ Lashkar-e-Islam tại và gần đèo Khyber.

## Bối cảnh
Đèo Khyber là trục lộ chính để tiếp tế bằng vận tải từ cảng Karachi đến các lực lượng chiến đấu ở Miền Tây, chống lại dân quân al-Qaeda và Taliban ở Afghanistan. Các cuộc không tập diễn ra khi quân đội mở cuộc càn quét vào các vị trí tập trung dân quân ở Tây Bắc vùng thung lũng Swat, nơi mà giới chức quân sự nói đã có hơn 2.000 tay súng bị giết, kể từ khi tung ra một cuộc tấn công vào tháng 4/2009. Khyber là một trong bảy vùng tự trị của Pakistan. Ngày 27/8, 2009, một kẻ ôm bom tự sát gây thiệt mạng cho 22 lính biên phòng ở con lộ chính dẫn vào Afghanistan.

## Chiến dịch
Quân đội Pakistan bắt đầu cuộc hành quân đánh vào vùng đèo Khyber ngày 1/9, để tiêu diệt những dân quân chạy thoát được từ cuộc tấn công ở Swat. Trực thăng và chiến đấu cơ cũng đánh vào các vị trí của dân quân ở vùng bộ tộc Orakzai, nơi giáp ranh với Khyber, gây được nhiều tổn thất. Quân đội Pakistan với trực thăng yểm trợ, giết được từ 43 đến 55 dân quân ngày 5/9, trong một cuộc tấn công vào nơi an toàn khu ở phía Tây Bắc vùng đèo Khyber. Ở Swat, lực lượng an ninh hạ được một cấp chỉ huy, bắt giữ được năm tên khác, và có bảy đầu hàng. Quân đội cũng phá hủy được hai mật khu nằm ở vùng Dir lân cận. Sự biểu dương sức mạnh ở Swat và những nơi khác đánh tan được mối lo âu của quân đồng minh, đặc biệt là Hoa Kỳ và một số nước khác có quân chiến đấu ở Afghanistan, vì e rằng quốc gia nguyên tử Pakistan không chế ngự được dân quân Hồi giáo.
Cuộc xung đột nghiêm trọng hơn nữa tại đèo Khyber xảy ra ngày 24 tháng 11, khi lực lượng an ninh giết chết 18 quân nổi dậy. Sáu dân quân cũng bị bắt giữ, và tịch thu một lượng lớn vũ khí quân sự. Ngày 27 tháng 11, thêm 15 quân Taliban khác bị giết.

## Dân thường lánh nạn
Cho đến giữa tháng 9 năm 2009, tại các khu vực bộ tộc, vì sợ các chiến sự quân sự, từ 56 ngàn đến 100 ngàn dân thường chạy khỏi khu Khyber.